# Olios perezi
Olios perezi là một loài nhện trong họ Sparassidae.
Loài này thuộc chi Olios. Olios perezi được Alberto Barrion & James A. Litsinger miêu tả năm 1995.